# Nuklearni gorivni ciklus
Nuklearni gorivni ciklus je skup aktivnosti kojima se dobiva sirovina za nuklearno gorivo, izrađuje nuklearno gorivo, upravlja njegovim korištenjem i brine o iskorištenom gorivu, što uključuje spremanje, preradu i odlaganje radioaktivnog otpada. Koraci nuklearnog gorivnog ciklusa su: 
- istraživanja ležišta uranija, iskapanje i prerada rude,
- pretvorba ili konverzija,
- obogaćenje uranija,
- izrada nuklearnog goriva,
- izgaranje goriva u nuklearnom reaktoru,
- privremeno odlaganje u nuklearnoj elektrani,
- prerada istrošenog goriva,
- odlaganje radioaktivnog otpada.[1]

## Iskapanje i prerada rude
Koncentracija uranija u Zemljinoj kori iznosi približno 3 ppm, što znači 3 dijela u milijun, ali koncentracija se mijenja od 1 ppm pa do ekstremnih 500 000 ppm. Budući da je uranij u rudači pomiješan s drugim mineralima, nužno je rudu kemijski i mehanički obraditi, odnosno odvojiti iz nje uranij, koji se nalazi u obliku oksida U3O8. Koncentrirani U3O8 naziva se žuti kolač (engl. yellowcake) i približno je 2000 tona žutog kolača potrebno za jednogodišnji rad nuklearne elektrane snage 1000 MW. Preradom rudače oslobađa se radioaktivni plemeniti plin radon-222, koji nastaje u radioaktivnom nizu raspada uranija-238, koji je opasan jer izaziva rak pluća.

## Pretvorba ili konverzija
Prvi korak u obogaćivanju uranija je njegova pretvorba iz U3O8 u UF6 uranijev heksafluorid. Postrojenja za pretvorbu nalaze se u Rusiji, Kanadi, Francuskoj, Velikoj Britaniji i SAD-u.

## Obogaćenje uranija
Prirodni uranij sadrži 0,0055% atoma uranija-234, 99,275% atoma uranija-238 i 0,720% atoma uranija-235. Težinski to predstavlja 0,711% uranija-235. S obzirom na malu zastupljenost fisilnog (može izazvati nuklearnu fisiju) izotopa uranija-235, prirodni uranij kao gorivo mogu koristiti teškovodni reaktori i grafitom moderirani (usporivač neutrona) reaktori, dok lakovodni reaktori zahtijevaju obogaćeni uranij. Obogaćenje za lakovodne reaktore se mijenja od nešto manje od 2% do maksimalno dozvoljenih 5% (težinskih) uranija-235. Obogaćenje u podmorničkim reaktorima, a naročito u nuklearnom oružju je veće. Osim obogaćenog uranija u postupku obogaćivanja, nastaje i osiromašeni uranij, gdje je težinski udio uranija-235 obično između 0,20% i 0,35%. Manji težinski udio uranija-235 u osiromašenom uraniju znači manju upotrebu prirodnog uranija, ali i veće troškove obogaćenja i obrnuto. Obogaćenje uranija moguće je sljedećim metodama: difuzijska metoda, metoda centrifuga, aerodinamički procesi, elektromagnetska separacija, lasersko obogaćenje.

### Difuzijska metoda
Difuzijska metoda je prva metoda korištena za dobivanje obogaćenog uranija, a temelji se na pojavi da prolaz plina kroz membranu ovisi brzini molekula plina. Zbog toga se U3O8 najprije prevodi u UF6, koji se zagrijavanjem dovodi u plinovito stanje, te nakon toga pod tlakom propušta kroz seriju poroznih membrana. S obzirom na to da je molekula s uranija-235 lakša od one s uranija-238, giba se brže i ima veću vjerojatnost prolaska kroz pore membrane. UF6 koji difuzijom prođe kroz membranu ima veći postotak uranija-235 i slabo je obogaćen, a dio koji nije prošao ima manje obogaćenje nego na početku. Postupak se ponavlja više puta u seriji difuzijskih komora zvanih kaskada. Svaka komora sadržava kompresor, difuzor, te izmjenjivač topline. Obogaćeni UF6 vadi se na jednom kraju kaskade, a osiromašeni na drugom. Oko 1400 komora je potrebno da se dobije koncentracija uranija-235 između 3% i 4%. Difuzijska metoda ima izuzetno veliku potrošnju energije od oko 2500 kWh/SWU (gdje je SWU oznaka za jedinicu separacijskog rada).

### Metoda centrifuga
Metoda centrifuga koristi veliki broj serijski i paralelno spojenih rotirajućih cilindara. Cilindri, promjera od 150 do 200 milimetra i visine do 2 metra, rotiraju do 70000 okr/min. Molekule UF6 s uranijem-235 zbog toga se pomiču dalje od osi rotacije, a lakše molekule UF6 koncentriraju se bliže osi rotacije. Iako je kapacitet pojedine centrifuge manji nego difuzijske komore, njena sposobnost odvjanja je puno veća. Centrifuge se, kao i difuzijske komore, spajaju kaskadno, ali je broj jedinica u kaskadi manji i iznosi od 10 do 20. Specifičan utrošak energije kod plinskih centrifuga iznosi 50 kWh/SWU.

### Laserska metoda
Laserska metoda se temelji na selektivnom pobuđenju atoma ili molekula uranija laserskim zračenjem, nakon čega se pobuđeni atomi odvajaju električkim ili magnetskim poljima. Laserka metoda obogaćivanja ima manju potrošnju energije, proizvodi manje otpada i učinkovitija je od difuzijske i metode centrifuga. Međutim, dio se postupka odvija u vakuumu.

## Izrada nuklearnog goriva
Osim obogaćenja, nuklearni reaktori se razlikuju i po gorivu koje koriste. Nuklearno gorivo je najčešće u obliku oksida, bilo UO2 ili MOX. Ranije se upotrebljavao metalni uranij. Prednost metalnog goriva u odnosu na oksidno je bolja toplinska vodljivost, ali ima niže talište. Manje uobičajeni oblici goriva su keramičko gorivo, te goriva u obliku uranijevog nitrida (UN) i uranijevog karbida (UC). Prednost nitridnog goriva u odnosu na klasično je veća toplinska vodljivost i viša temperatura taljenja. Danas se upotreba UC goriva razmatra u izvedbi mikro čestica goriva (TRISO čestice) za IV generaciju VHTR reaktora. UC gorivo također karakterizira visoka toplinska vodljivost i visoka temperatura taljenja.

### UO2nuklearno gorivo
Uranijev dioksid UO2, nastao pretvorbom (konverzijom) iz uranijevog heksafluorida UF6, oblikuje se u tablete koje se kasnije slažu u veće cjeline: gorivne štapove i gorivne elemente. Košuljica gorivnog štapa izrađena je od materijala koji slabo apsorbira neutrone, ima dobru toplinsku vodljivost, otporan je na koroziju i na radijacijsko oštećenje. Westinghouse danas koristi leguru na bazi cirkonija (više od 98%) nazvanu Zirlo, a Areva leguru imena M5. Gorivni štapovi tlačnih reaktora (PWR) slažu se u matrice 15 × 15, 16 × 16 ili 17 × 17, pri čemu su neka mjesta prazna za instrumentacijsku vodilicu i vodilice kontrolnih štapova. Aktivna duljina gorivnog štapa je od 3 658 do 4 267 mm. Između tablete i košuljice se nalazi razmak ili zazor, ispunjen helijem na nižem tlaku od rashladnog sredstva. Iznad gornje tablete nalazi se plenum, u kojem se također nakupljaju plinoviti fisijski produkti, oslobođeni iz goriva i helij nastao uhvatom neutrona u IFBA-i.
Gorivni elementi za kipuće reaktore (BWR) reaktore su drugačiji od onih za PWR. Rešetka je 8 × 8 ili 9 × 9, tako da BWR ima značajno više gorivnih (800) elemenata nego PWR.
Tlačni teškovodni reaktori ili CANDU gorivni element cilindričnog je oblika duljine 500 mm i promjera 100 mm. Reaktori ovog tipa koriste gorivo u formi oksida, ali je uranij slabo obogaćen ili je čak prirodni. Postoje dvije vrsta goriva: standardni CANDU gorivni element s 37 gorivnih štapova i napredni CANFLEX s 43 štapa (35 manjeg promjera i 8 većeg).

### MOX gorivo
MOX (engl. Mixed Oxide Fuel) gorivo se sastoji UO2 (tipičnog obogaćenja 0,25% uranija-235; dakle, radi se o osiromašenom uraniju) i PuO2 s različitim težinskim udjelom plutonijevih izotopa. Plutonij koji se koristi za MOX gorivo može biti dobiven iz rashodovanog nuklearnog naoružanja ili dobiven preradom istrošenog goriva (reprocesiranjem). U prvom slučaju udio fisilnih izotopa plutonija iznosi 93% (samo plutonij-239), a u drugom 70% (plutonij-239 i plutonij-241). Udio MOX elemenata u jezgri ne prelazi 50%, a obogaćenje je tipično 5,5% fisilnog plutonija, što pokazuje da je najveći udio u MOX-u uranija-238.

### Ostale vrste nuklearnog goriva
Osim TRISO goriva, za koje se pretpostavlja upotreba u PBR-u (engl. Pebble Bed Reactor), predviđa se njegova upotreba zajedno s QUADRISO gorivom u GTMHR (engl. Gas Turbine Modular Helium Reactor). Gorivni elementi za ruske RBMK reaktore (reaktor hlađen vodom i moderiran grafitom ) dugački su 3 metra, a gorivo je u obliku 2,4% obogaćenog uranijevog dioksida. Dva gorivna elementa stavljaju se unutar jedne tlačne cijevi.

## Privremeno odlaganje istrošenog nuklearnog goriva
Nakon što je gorivo izvađeno iz reaktora, privremeno se odlaže i hladi u bazenu za istrošeno gorivo. Nakon toga, ako je kapacitet bazena nedovoljan za sve istrošeno gorivo tokom rada nuklearne elektrane, ohlađeni se gorivni elementi mogu staviti u posebno napravljene spremnike i odložiti u suha odlagališta. Gorivo se u suhim spremištima može skladištiti stotinjak godina. Suho spremište može biti ili na području elektrane ili izvan. Treba istaći da se kapacitet bazena za istrošeno gorivo može povećati gušćim pakiranjem istrošenog goriva, ali ne i stavljanjem jednih elemenata iznad drugih. Time bi se smanjio zaštitni sloj vode s približno sedam metara iznad gorivnog elementa na polovicu iznosa, što nije dozvoljeno od strane NRC-a, koji propisuje minimalnu debljinu vodenog sloja od 6,1 m.

## Prerada istrošenog goriva
Preradom istrošenog goriva iz njega se izdvajaju sljedeći produkti: aktinidi (izotopi uranija, plutonija i ostalih manjinskih aktinida) i laki elementi (fisijski produkti, aktivacijski produkti, košuljica). Prerada istrošenog goriva obavlja se u različite svrhe: proizvodnju plutonija za izradu nuklearnog oružja, izdvajanje plutonija za izradu MOX goriva, izdvajanje svih aktinida za brze oplodne reaktore, izdvajanje uranija za ponovo obogaćivanje. Osim što se preradom istrošenog goriva omogućava smanjenje potreba za uranijem, izdvajanje različitih sastojaka iz istrošenog goriva omogućuje njihovu različitu obradu: korisni radionuklidi mogu se koristiti u industriji i medicini; srednježivući izotopi cezij-137 i stroncij-90 mogu se posebno skladištiti za razliku od dugoživućih fisijskih i aktivacijskih produkata, koji zahtijevaju trajno odlaganje u stabilnim geološkim formacijama; izdvajanje tehnecija-99 i joda-129 za moguću transmutaciju neutronskim uhvatom.

### Metode za preradu istrošenog goriva
PUREX (engl. Plutonium and Uranium Recovery by Extraction) metodom se iz istrošenog goriva izdvajaju od fisijskih produkata, neovisno jedan o drugom, plutonij i uranij. Metodom se može izdvajati plutonij izdvojen iz istrošenog goriva komercijalnih reaktora, ali i onaj iz reaktora za proizvodnju plutonija za upotrebu u nuklearnom oružju (razlika je u omjeru izotopa plutonija-240 i plutonija-239), te su stoga postrojenja pod strogom kontrolom.
UREX (engl. Uranium Extraction) metoda predstavlja modificiranu PUREX metodu. Primarni cilj metode je sačuvanje kapaciteta konačnog odlagališta za visokoradioaktivni otpad. Osim toga metoda omogućava proliferaciju, jer je onemogućena ekstrakcija plutonija i neptunija izdvajanje 99,9% uranija i >95% tehnecija od ostalih aktinida i fisijskih produkata.
TRUEX metoda je razvijena u Argonne National Laboratory za izdvajanje transuranskih elemenata americija i kurija.
UNEX postupak, razvijen u Rusiji i Češkoj, služi da se nakon izdvajanja uranija i plutonija potpuno izdvoje problematični izotopi (cezij, stroncij, manjinski aktinidi).
SANEX postupak: lantanidi i trovalentni manjinski aktinidi se iz otopine nakon PUREX procesa uklanjaju DIAMEX i TRUEX postupcima. SANEX (engl. Selective Actinide Extraction) postupak služi za izdvajanje lantanida (snažnih neutronskih apsorbera) od americija, koji se može koristiti za, na primjer, izradu detektora dima.

## Odlaganje radioaktivnog otpada
Posljednji je korak nuklearnog gorivnog ciklusa odlaganje radioaktivnog otpada. Pod pojmom radioaktivni otpad smatra se prerađeno istrošeno gorivo iz kojega su izdvojeni oplodni i fisilni nuklidi. Od više opcija danas se za najprihvatljiviju smatra odlaganje u stabilne geološke formacije, iako bi u budućnosti opcija odlaganja u duboke bušotine mogla imati prednost. Bušotina bi trebala biti duboka oko 10 km, a nakon odlaganja otpada bušotina bi se zatrpala. Zbog razvijanja topline otpad bi se rastalio i spojio s okolnim stijenama. Problem je bušenje rupa dovoljne dubine i promjera, pa je zbog manje dubine bušenja odlaganje u stabilne geološke formacije danas u prednosti uz glavni uvjet – nepostojanje podzemnih voda.

## Nuklearni gorivni ciklus u NE Krško
Nuklearna elektrana Krško (NEK) uspješno je završila 25. nuklearni gorivni ciklus 13. aprila 2012., koji je započeo nakon završetka remonta 5. studenog 2010. To je peti uzastopni 18-mjesečni gorivi ciklus. Elektrana je radila sigurno i stabilno punim kapacitetom u okviru planiranih ciljeva, uz dosljedno poštovanje ograničenja utjecaja na okoliš. U 25. gorivom ciklusu NEK je proizveo 8 517 499 MWh neto električne energije, a planirana je bila proizvodnja od 8 571 000 MWh.